# Babànino
Babànino (en rus: Бабанино) és un poble de l'óblast de Kursk, a Rússia, que en el cens del 2010 no tenia cap habitant. Pertany al districte rural de Gorxétxnoie.